# 6695 Barrettduff
6695 Barrettduff eller 1986 PD1 är en asteroid i huvudbältet som upptäcktes 1 augusti 1986 av den amerikanske astronomen Eleanor F. Helin vid Palomar-observatoriet. Den är uppkallad efter Barrett Duff.
Asteroiden har en diameter på ungefär 5 kilometer.